# Wiesław Wójcik (aktor)
Wiesław Wójcik (ur. 1 października 1946 w Krakowie, zm. 4 kwietnia 2021 tamże) – polski aktor teatralny, filmowy i telewizyjny.

## Życiorys
W 1969 roku ukończył Państwową Wyższą Szkołę Teatralną w Krakowie. Debiutował na scenie 19 października 1969 roku. Występował w Teatrze Zagłębia w Sosnowcu (1969–1970), Teatrze Rozmaitości w Krakowie (1970–1971), Starym Teatrze w Krakowie (1977–1989).
Występował w Teatrze Telewizji w inscenizacjach w reżyserii m.in. Agnieszki Holland, Kazimierza Kutza i Andrzeja Maja; a także w słuchowiskach radiowych w reżyserii m.in. Romany Bobrowskiej i Anny Polony. Został pochowany na cmentarzu Rakowickim w Krakowie.

## Filmografia

### Filmy
- 1974: Spacer pod psem jako sąsiad
- 1975: Dulscy jako oficer w lokalu
- 1975: Znikąd donikąd
- 1975: Strach jako robotnik w hotelu robotniczym
- 1976: Człowiek z marmuru jako sekretarz Jodła
- 1976: Spokój jako kolega Gralaka z więzienia spotkany w kinie (niewymieniony w czołówce)
- 1977: Ciuciubabka jako Piotr
- 1977: Pokój z widokiem na morze jako porucznik
- 1978: Pejzaż horyzontalny jako Chrypulec
- 1978: Próba ognia i wody jako Wiktor
- 1978: Seans jako Wiesiek
- 1978: Zielona ziemia
- 1979: Aria dla atlety jako Max Braun
- 1979: Szansa jako magazynier
- 1980: Ćma jako przyjaciel Agaty
- 1980: Grzeszny żywot Franciszka Buły jako mężczyzna na pogrzebie ojca Buły
- 1980: Pałac jako Człeczyna
- 1980: Party przy świecach jako „Niuniek"
- 1981: Limuzyna Daimler-Benz jako Zakapior (niewymieniony w czołówce)
- 1982: Coś się kończy jako listonosz
- 1982: Do góry nogami jako Gustlik, ojciec Gerarda
- 1982: Epitafium dla Barbary Radziwiłłówny jako dworzanin kpiący z umierającej Barbary
- 1984: Kobieta z prowincji jako Tadek, miłość Andzi
- 1984: Oko proroka
- 1985: Pobojowisko jako Gradkowski
- 1985: Sam pośród swoich jako sekretarz gminy
- 1986: Komedianci z wczorajszej ulicy jako Franek Zalewaja
- 1986: Pan Samochodzik i niesamowity dwór jako Bigos
- 1987: Śmierć Johna L. jako akordeonista, mąż barmanki Steni
- 1988: I skrzypce przestały grać jako Bora Natkin, ojciec Zoyi
- 1988: Kolory kochania jako Jędrzej, szwagier Franka Rakoczego
- 1988: Kornblumenblau jako Wesołek
- 1989: Nocny gość (film) jako podróżny
- 1994: Śmierć jak kromka chleba jako górnik
- 2003: Rzeźnik na czasie (krótkometrażowy)
- 2007: Katyń jako listonosz
- 2007: Korowód jako chłop
- 2007: Zamach jako Wiktor

### Seriale
- 1976: Zaklęty dwór jako lokaj Filip
- 1977–1978: Układ krążenia jako naczelnik gminy w Sokołówce (gościnnie)
- 1978: Ślad na ziemi jako robotnik Dereniew, współlokator Turkawca (gościnnie)
- 1979: Do krwi ostatniej jako porucznik Jerzy Raszeński (gościnnie)
- 1980: Z biegiem lat, z biegiem dni… jako Bronik
- 1984: Rozalka Olaboga jako ojciec Jasia Mazurka
- 1985: Temida jako przodownik policji w Zabierzowie
- 1986: Biała wizytówka jako lokaj (gościnnie)
- 1997: Złotopolscy jako Leon Borowy, ojciec Różyczki
- 1999: Na dobre i na złe jako ochroniarz (gościnnie)
- 2004–2008: Kryminalni jako Kumor, ojciec Magdy (gościnnie)
- 2008: Czas honoru jako Winiarski, dziadek Romy (gościnnie)
- 2008: Hotel pod żyrafą i nosorożcem jako Kulesza (gościnnie)
- 2018: Korona królów jako Władysław I Łokietek, król Polski

### Teatr Telewizji
- 1972: Wielki testament (reż. Irena Wollen) jako skazaniec
- 1978: Lorenzaccio (reż. Laco Adamík, Agnieszka Holland) jako oficer
- 1980: Blisko serca (reż. Ryszard Bugajski) jako Tomooy
- 1980: Żegnaj, Judaszu (reż. Jolanta Słobodzian) jako Piotr
- 1981: Pustelnia (reż. Wojciech Solarz) jako Bruno
- 1984: Granica (reż. Jan Błeszyński) jako Borbocki
- 1985: Wesele (reż. Antoni Zajączkowski)
- 1987: Trąd w pałacu sprawiedliwości (reż. Andrzej Maj) jako funkcjonariusz
- 1987: Kopciuszek (reż. Andrzej Maj) jako Herold
- 1988: Makbet (reż. Krzysztof Nazar) jako odźwierny
- 1889: Samobójca (reż. Kazimierz Kutz)
- 1989: Dzieci Arbatu (reż. Kazimierz Kutz)
- 1990: Minna von Barnhelm (reż. Andrzej Maj) jako Just
- 1990: Spadkobiercy (reż. Andrzej Maj)
- 2006: Volpone (reż. Grzegorz Warchoł) jako sędzia